# Ulica Panieńska w Szczecinie
Panieńska (do 1945: Frauenstraße, 1945–1955 ulica Syreny) – ulica o długości 340,5 metra na szczecińskim osiedlu Stare Miasto, w dzielnicy Śródmieście. Jedna z ważniejszych i dłuższych ulic szczecińskiego Starego Miasta. Przebiega z północnego wschodu na południowy zachód, krzyżując się z ulicą Kłodną, Środową, Kuśnierską, Kurkową i Rynkiem Nowym. Jej przedłużeniem w kierunku południowo-zachodnim jest ulica Księcia Mściwoja II. Nawierzchnia jezdni składa się w znacznej części z bruku. Na całej długości ulicy obowiązuje ruch dwukierunkowy.

## Historia

### Średniowiecze
Początki dzisiejszej ulicy Panieńskiej są ściśle powiązane ze średniowieczną bramą miejską, zwaną Brama Panieńską, która wznosiła się w pobliżu dzisiejszych wiaduktów Trasy Zamkowej w północnej części ulicy. Sama nazwa bramy pochodziła od cysterskiego klasztoru żeńskiego, powołanego z inicjatywy Marianny, żony księcia Barnima I. Ulica wiodąca od bramy w głąb Starego Miasta otrzymała miano Panieńskiej (fruwenstrate). Po 1245 r. przy skrzyżowaniu ulicy z Rynkiem Nowym wzniesiono gmach ratusza. W latach 1532–1697 z ratuszem sąsiadowała waga miejska.

### Po likwidacji murów obronnych
W 1795 r. stara Brama Panieńska została wyburzona. W XVIII wieku wzniesiono nowe bramy zwane Panieńskimi, a ulicę wydłużono od gmachu klasztoru do wałów obronnych. W latach 1833–1835 przy ulicy wybudowano gmach giełdy. Bramy określane nazwą Nowej Bramy Panieńskiej wyburzono w 1880 r., a
po likwidacji Fortu Leopolda, w 1901 r. ulicę przedłużono do nowo powstałego bulwaru Dampfschiffbollwerk.

### Czas międzywojenny
W początku lat 30. XX wieku architektem miejskim w Szczecinie był Ernst Lehnemann. Sporządził on plan przebudowy układu komunikacyjnego na szczecińskim Starym Mieście celem dostosowania go do zwiększającego się ruchu samochodowego. Projekt zakładał wyburzenie części kamienic przy ulicy Panieńskiej i poszerzenie jej jezdni. Poszerzona ulica stałaby się alternatywną, równoległą arterią do bulwarów nadodrzańskich. Planów tych ostatecznie nie zrealizowano.

### II wojna światowa i czas powojenny

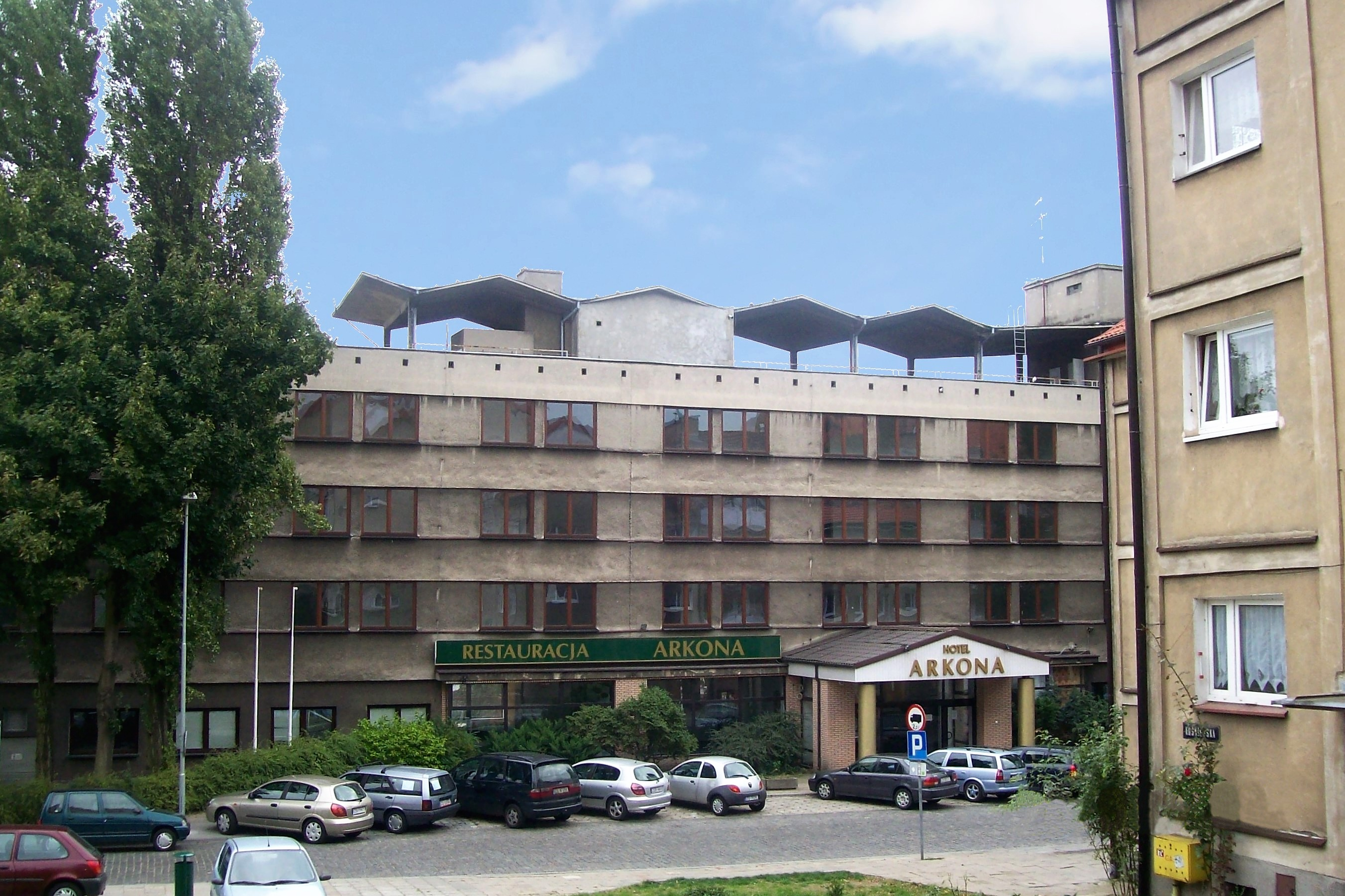
Hotel Arkona w 2008 r.

Bombardowania alianckie Szczecina w latach 40. XX wieku doprowadziły do częściowego zniszczenia kamienic wznoszących się przy ulicy. Po zakończeniu działań wojennych wszystkie budynki rozebrano, zachowując jedynie gmach ratusza i giełdy. Gmach giełdy miał zostać odbudowany na siedzibę Urzędu Zatrudnienia, lecz w 1951 r. został rozebrany. Między skrzyżowaniem z ulicą Kłodną a Kuśnierską założono trawniki. Zmieniono także przebieg ulicy, likwidując odcinek między bulwarem a ulicą Wyszaka oraz włączając odcinek ulicy między Kurkową a Szewską w ciąg ulicy Mściwoja II.
W latach 50. XX wieku zespół architektów w składzie W. Furmańczyk, W. Jarzynka, L. Kotowski opracował koncepcję nowej zabudowy Starego Miasta. Pozostawiając częściowo starą siatkę ulic, zaprojektowano osiedle niskich, trój- cztero- lub pięciopiętrowych bloków z wielkiej płyty krytych spadzistymi dachami. W ramach tego projektu powstał blok ze spadzistym dachem między skrzyżowaniem z ulicą Kuśnierską i ulicą Kurkową. W latach 70. XX wieku między ulicą Środową a Rynkiem Nowym wzniesiono Hotel Arkona. Budynek posadowiono na miejscu północnego odcinka ulicy Kurza Stopka, w wyniku czego uległ on likwidacji.

### Lata 90. XX wieku i 00. XXI wieku

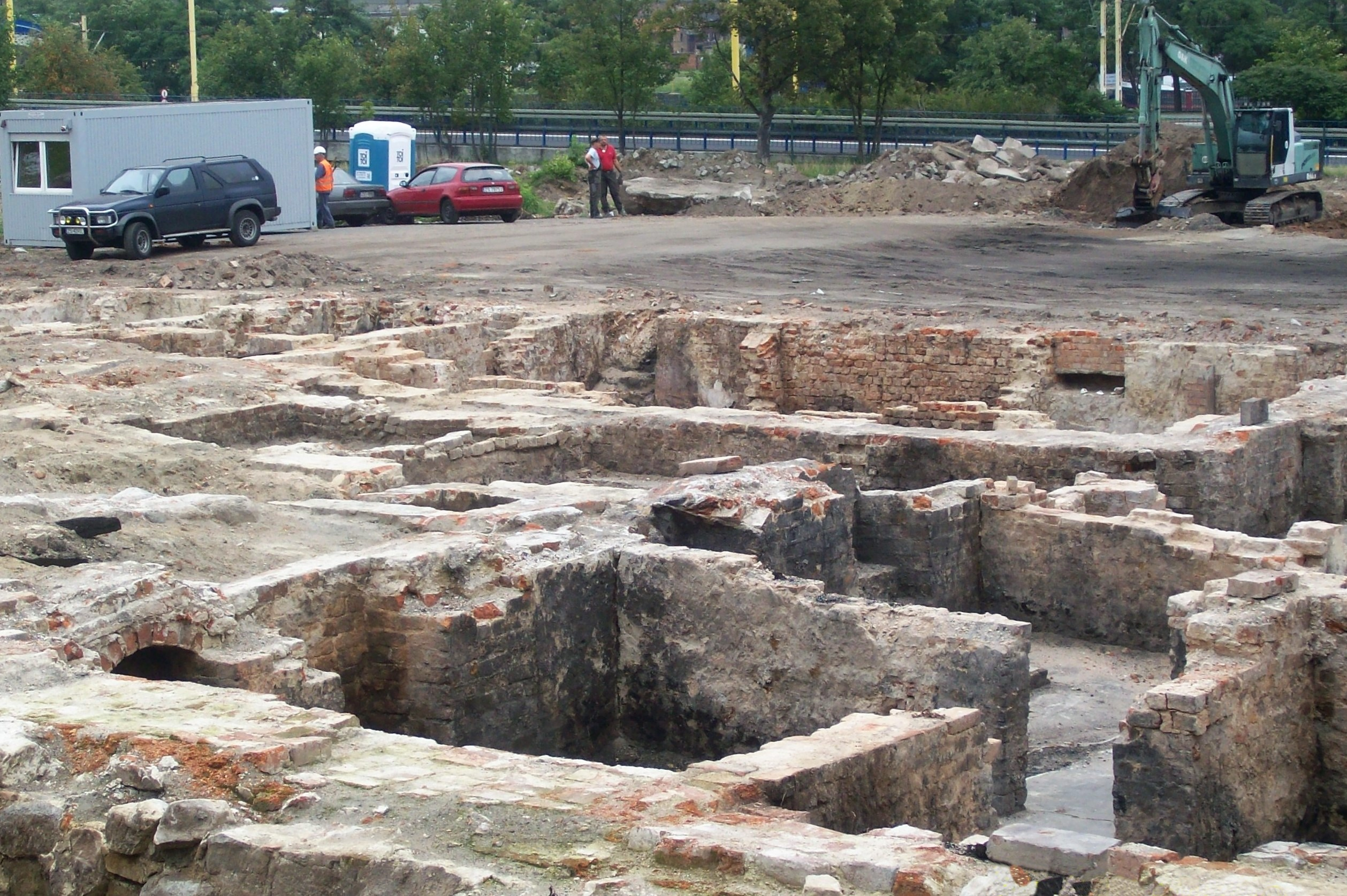
Fundamenty przedwojennych kamienic po wschodniej stronie ulicy, 2008 r.

W latach 80. XX wieku ogłoszony został konkurs na zagospodarowanie dolnej części Starego Miasta – Podzamcza. Powołana została spółdzielnia „Podzamcze”, która miała się zająć zrealizowaniem zwycięskiego projektu architektonicznego autorstwa prof. Stanisława Latoura. Przemiany polityczne i problemy z dokumentacją doprowadziły do opóźnień w realizacji inwestycji. Ostatecznie w 1994 rozpoczęto proces ponownej zabudowy Podzamcza. Na przełomie lat 1996/1997 rozpoczęła się zabudowa wschodniej pierzei ulicy u stóp zamku, między nieistniejącą już ulicą Wyszaka a ulicą Kuśnierską. Odsłonięto fundamenty przedwojennych kamienic i rozpoczęto odbudowę. Po upadku spółdzielni „Podzamcze” w 2001 r. parcele kamienic podzielono między 27 różnych podmiotów. Z powodu współwłasności działek budowę budynków wstrzymano. Na skutek braku funduszy porzucono także wykopaliska archeologiczne, prowadzone przy ulicy od 1986 r. W marcu 2007 r. na licytacji komorniczej sprzedano parcele po wschodniej stronie ulicy, należące do dawnej spółdzielni „Podzamcze”. Rok później wyburzono Hotel Arkona i przedstawiono pierwsze plany budowy nowego hotelu.

### Lata 10. i 20. XXI wieku
W 2010 r. dokończono budowę kamienic przy skarpie zamkowej. W latach 2016–2017 na terenie byłego Hotelu Arkona prowadzono badania archeologiczne, w trakcie których odsłonięto fundamenty i piwnice przedwojennych kamienic wraz z brukowaną nawierzchnią północnego odcinka ulicy Kurza Stopka. W kwietniu 2019 r. rozpoczęto wznoszenie hotelu ibis Styles, prace budowlane mają zakończyć się w 2021 r.

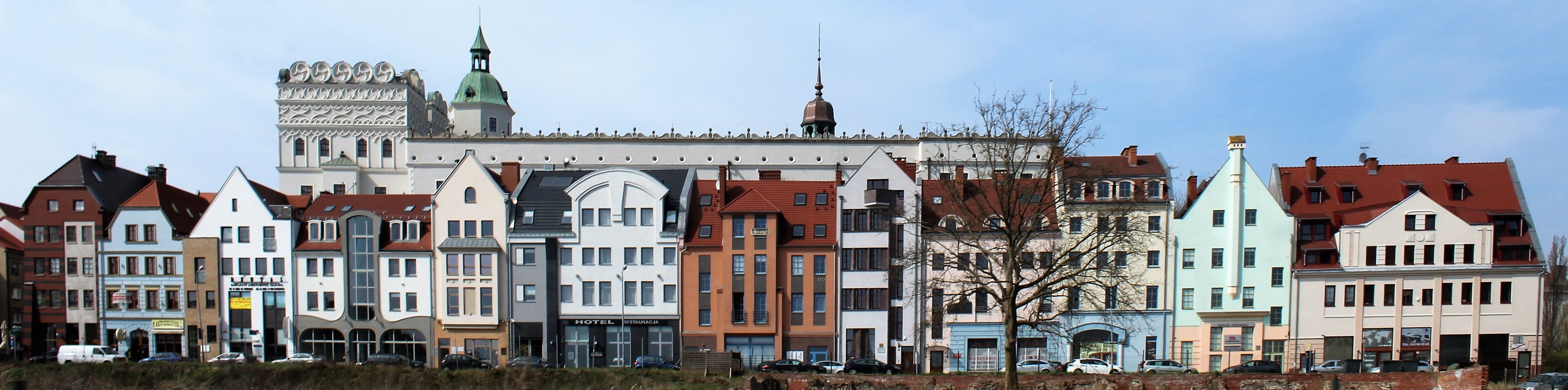
Panorama zabudowy ulicy Panieńskiej z Bulwaru Piastowskiego, 2015 r.

## Kalendarium zmian nazwy ulicy
| Czas obowiązywania | Nazwa            |
| ------------------ | ---------------- |
| 1309               | platea dominarum |
| 1496               | fruwenstrate     |
| 1535               | frouen strate    |
| 1592               | Frawenstraße     |
| 1625               | Fruwenstrass     |
| 1721–1945          | Frauenstraße     |
| 1945–1955          | ulica Syreny     |
| od 1955 r.         | ulica Panieńska  |

## Obiekty

### Istniejące
- Panieńska 1-3 – blok mieszkalny;
- Panieńska 10a–20 – kamienice z przełomu lat 90. XX wieku i lat 00. XX wieku;
- Panieńska 46 – kamienica z lat 00. XX wieku;
- Panieńska 47 – Baszta Panieńska;
- Ratusz Staromiejski, obecnie przypisany do ulicy Księcia Mściwoja II 8 (przed II wojną światową Frauenstraße 31).

### Nieistniejące

Plan ulicy Panieńskiej sprzed 1945 r. wraz z numeracją zabudowy
• nr 30: Börse (Giełda)
• nr 31: Altes Rathaus (Ratusz staromiejski)

- Hotel Terrassen
- Panieńska 10 – Hotel Arkona;
- Panieńska 30 – Giełda.

## Galeria

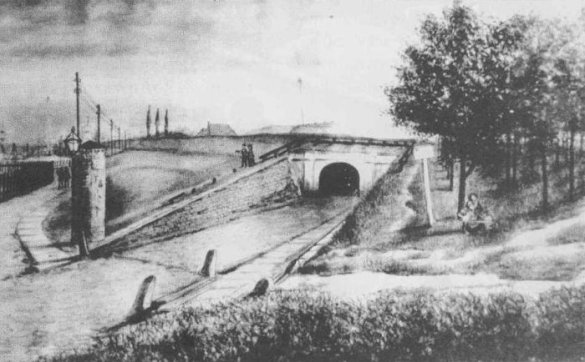
Nowa Brama Panieńska
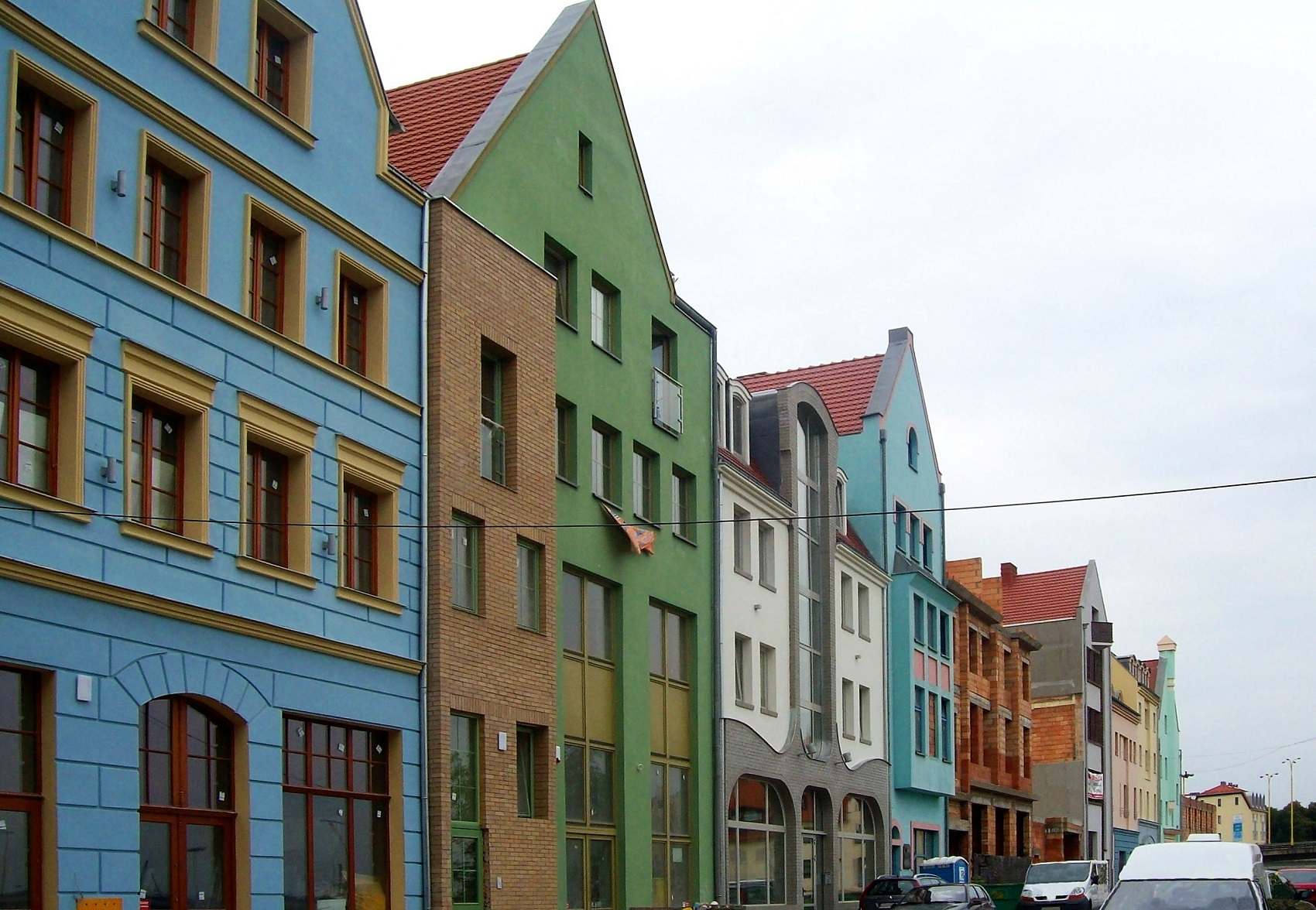
Budowa kamienic, 2008 r.
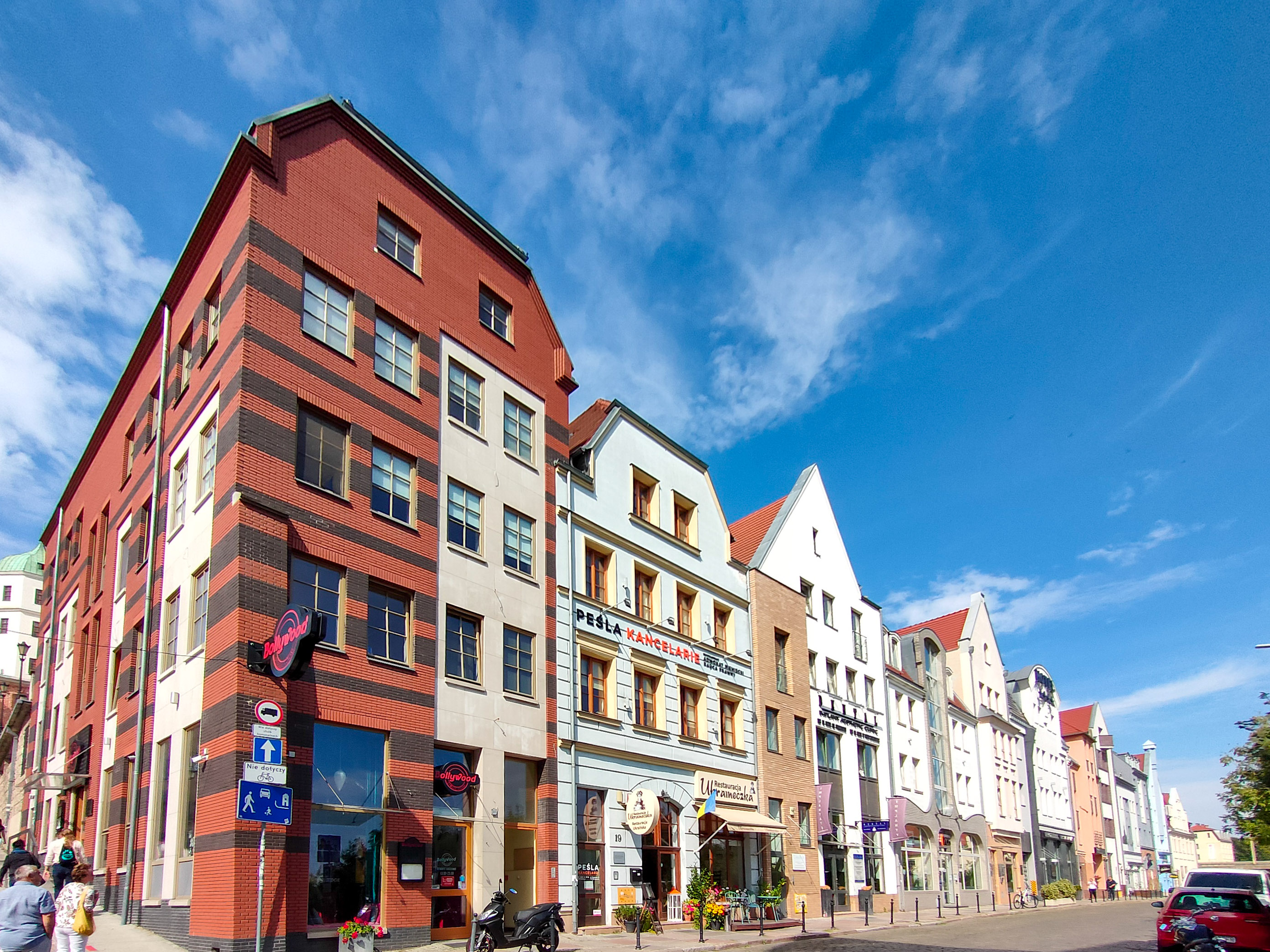
Postmodernistyczne kamienice nr 20-10a
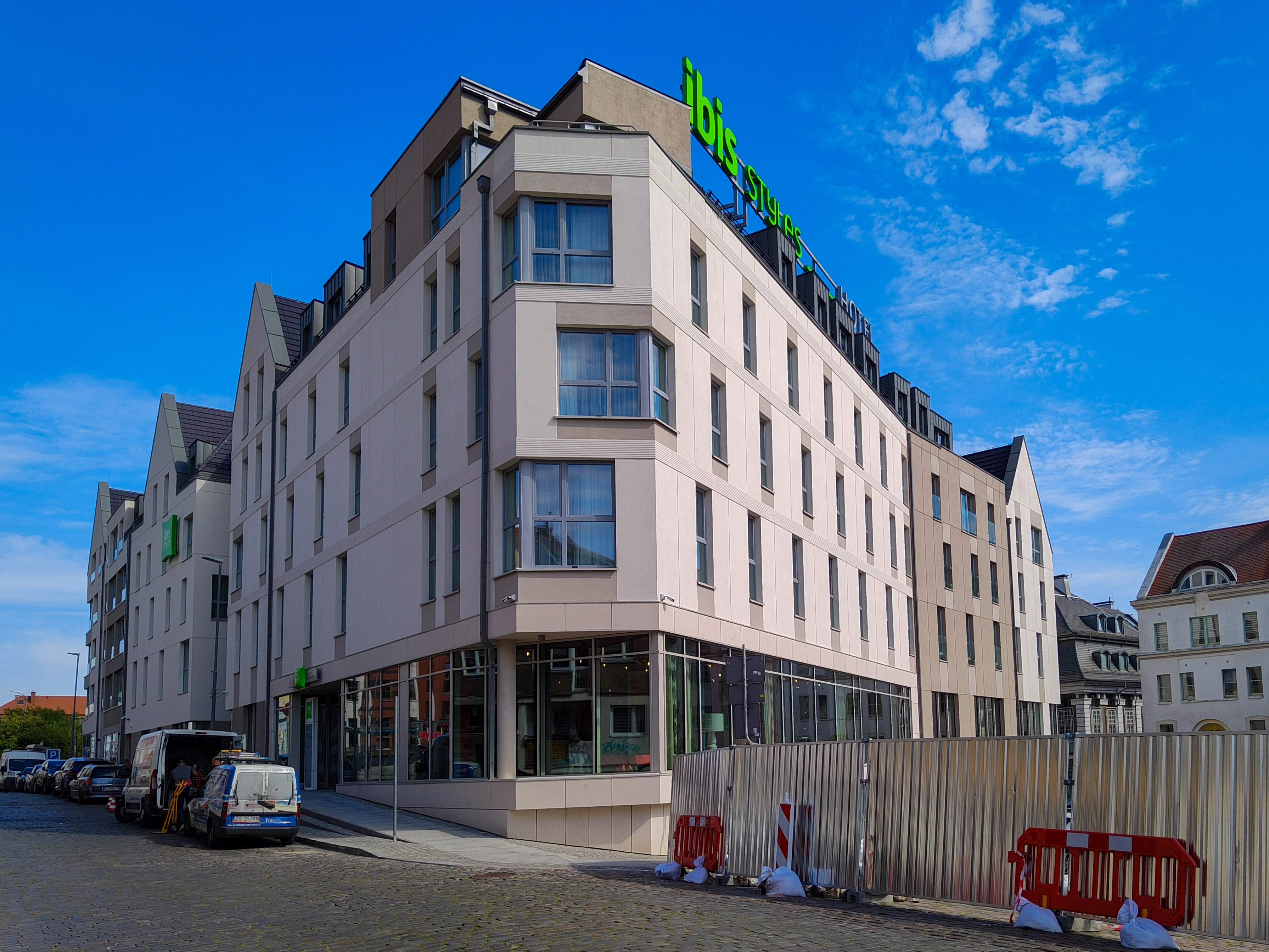
Hotel ibis Styles na narożniku z Rynkiem Nowym
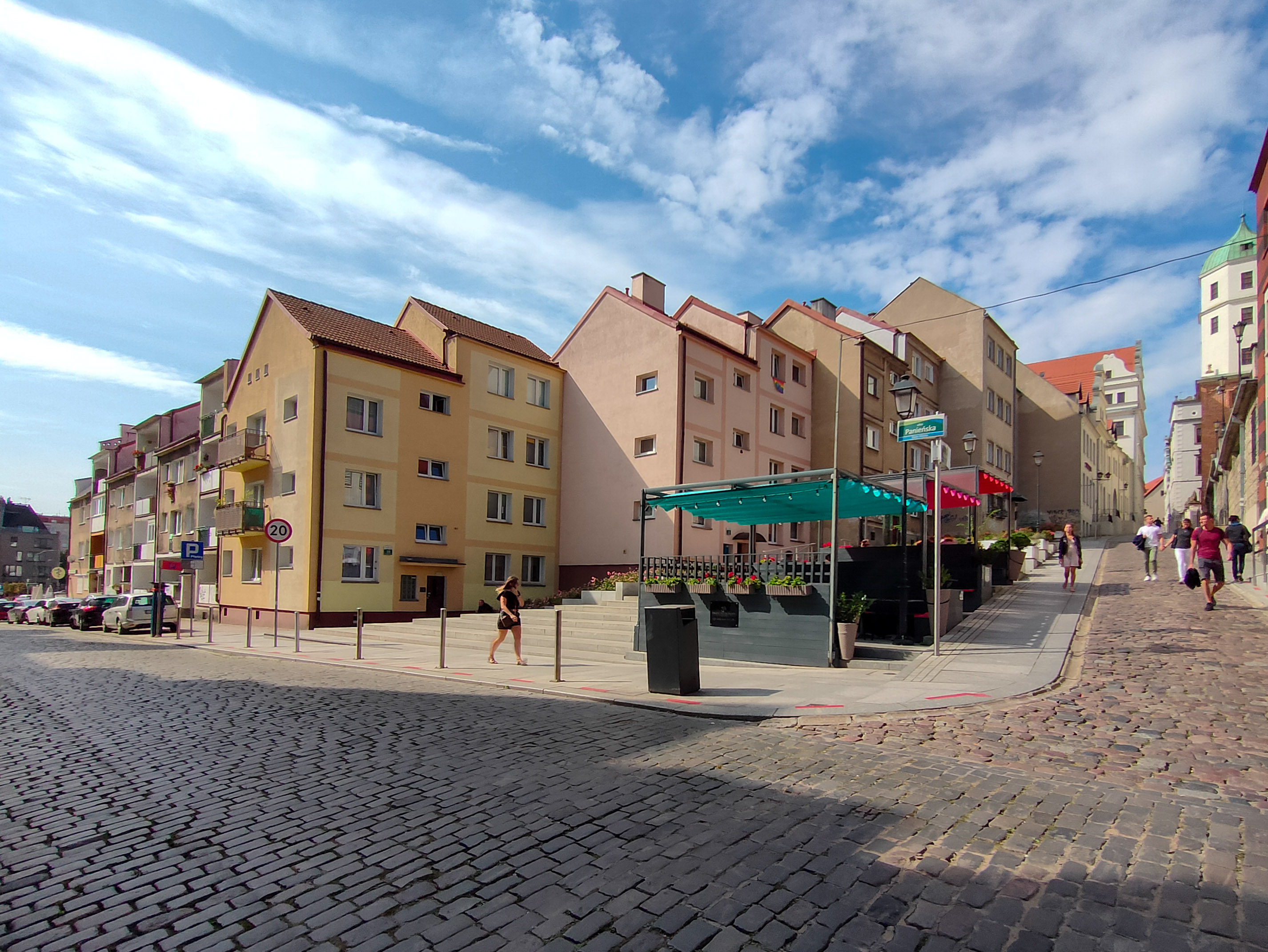
Narożnik z ulicą Kuśnierską
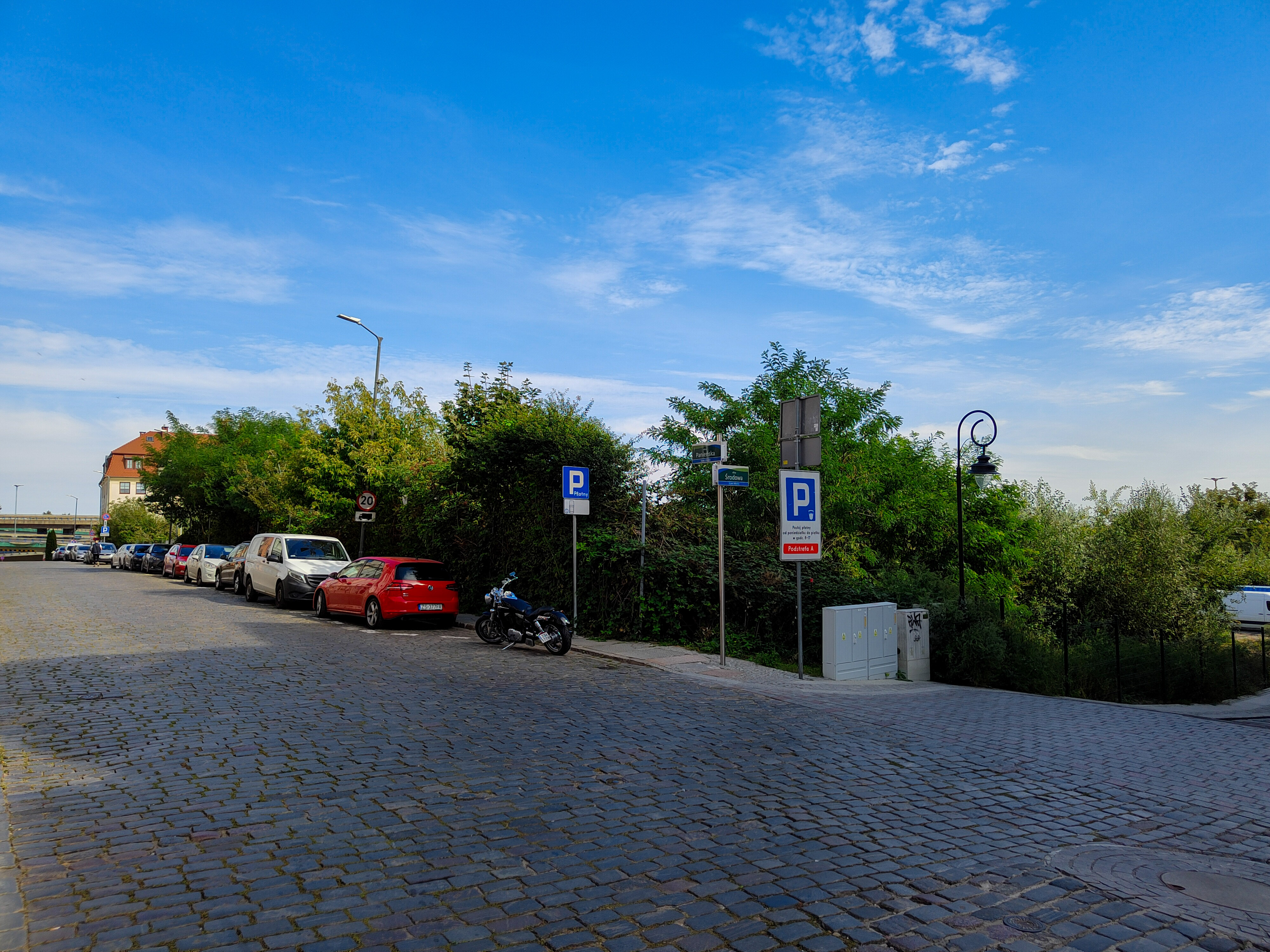
Skrzyżowanie z ulicą Środową